# Stephanie Elkins
Stephanie Elkins (Estados Unidos, 1963) es una nadadora estadounidense retirada especializada en pruebas de estilo libre, donde consiguió ser campeona mundial en 1978 en los 4x100 metros estilo libre.

## Carrera deportiva
En el Campeonato Mundial de Natación de 1978 celebrado en Berlín (Alemania), ganó la medalla de oro en los relevos de 4x100 metros estilo libre, con un tiempo de 3:43.43 segundos que fue récord del mundo, por delante de Alemania del Este (plata con 3:47.37 segundos) y Canadá (bronce con 3:49.59 segundos).